# Axl
Axl (アクセル Akuseru?), es uno de los tres protagonistas de la serie Mega Man X series. Axl es un personaje bastante reciente, habiendo aparecido por primera vez en Mega Man X7.

## Descripción
Axl lleva una armadura color azul marino con algunos detalles en rojo y blanco. De su espalda sobresalen unas "alas" largas y puntiagudas. En su rostro tiene una cicatriz en forma de X, cuyo origen no queda claro. Se caracteriza por ser bastante arrogante y con tendencia a tomar las cosas a la ligera, no obstante demuestra ser muy capaz y se preocupa de corazón por sus compañeros. 

## Historia

### Mega Man X7
Axl aparece por primera vez en el juego Mega Man X7, como miembro del Sindicato Red Alert, surgido como un grupo independiente que se dedicaba a la caza de Mavericks. Sin embargo tras varios meses, comienza a cuestionar sus métodos, y al darse cuenta de que se han convertido en asesinos despiadados decide escapar.
Sin embargo, en su huida es interceptado por un Mechaniloid gigante con forma de escorpión, y tiene que ser salvado por Zero. Después de derrotar al Mechaniloid, Axl es llevado a la Base Hunter para ser interrogado, pero mientras les explica lo que está sucediendo, los Hunters son contactados por Red, quien demanda que les entreguen a Axl, tras la negativa, propone un desafío en el cual el vencedor se quedará con él. Sintiéndose culpable por causar todo ese lío, Axl pide que le permitan compensar sus errores y arreglar las cosas uniéndose a ellos para detener a los Mavericks.
Eventualmente, mientras Zero y Axl se dedican a combatir a los Mavericks, X decide retomar las armas y unirse a ellos para terminar de resolver el conflicto. Mientras tanto, desde las sombras, alguien maneja los hilos detrás de la discordia provocada por Red Alert, donde requieren la habilidad especial de absorber y copiar el ADN que posee Axl. Este no es otro sino Sigma, que se encargó de manipular a Red para atraer a los Maverick Hunters y consumar su venganza.
X, Zero y Axl se enfrentan a Sigma en el Palacio Carmesí y a duras penas consiguen vencerlo. En un último esfuerzo, Sigma provoca que todo el lugar comience a derrumbarse, mientras escapan, Axl es atacado y aparentemente sacado de circulación por un Sigma apenas vivo. Cuando X y Zero se preparan para enfrentarlo, son atacados por Red, quien aparentemente sobrevivió a su encuentro anterior. Sigma intenta fusionarse con él para obtener su poder, pero al hacerlo, este le pega un tiro en la cabeza y lo acaba de matar, lanzándolo por una ventana. Resulta ser Axl, que se transformó en Red para engañar a Sigma. Con su misión completa, los Hunters escapan y regresan a la base.

### Mega Man X8
Varios meses después, para combatir la sobrepoblación, se ha iniciado un proyecto de colonización espacial. Se está llevando a cabo el Proyecto del Elevador Jakob, encabezado por Lumine, y los Reploids de nueva generación, que supuestamente están equipados para resistir las infecciones virales y evitar que se vuelvan Mavericks. En este juego se revela que de hecho, Axl es un prototipo de estos Reploids de nueva generación.
El proyecto es interrumpido cuando en medio de ataques Maverick, Lumine es secuestrado. Mientras los Maverick Hunters investigan, ocurren incidentes perpetrados por Reploids de nueva generación, que aparentemente están comenzando a desplegar comportamientos Maverick sin explicación aparente. Tras análisis más minuciosos, descubren que estos Reploids tienen en su chip de copia registrado el ADN de Sigma, lo cual especulan que puede ser la causa de su comportamiento.
Los Maverick Hunters son enviados en el Elevador Jakob, y se enfrentan a Sigma en la Luna para rescatar a Lumine, pero al hacerlo, descubren que él era quien manejaba los hilos detrás de todo lo ocurrido, y Sigma era solo un peón en su juego. Revela que su plan es eliminar a los humanos y Reploids de generación anterior, y establecer solo a los de nueva generación, quienes pueden "volverse Mavericks a voluntad". X, Zero y Axl se enfrentan a él, y tras una feroz contienda logran derrotarlo, pero en un último esfuerzo logra poner fuera de combate a Axl, antes que X termine de matarlo. Cargando al inconsciente Axl de regreso a casa, X se pregunta si es destino de todos los reploids volverse Mavericks, pero Zero responde que de ser así, tendrán que seguir combatiendo no solo a los Mavericks, sino a su destino.
(si derrotas a Lumine con Axl se desbloquea un ending muy corto que muestra una luz de color violeta brillando en el núcleo de Axl es posible que Lumine haya transferido su "alma" a su cuerpo... eso explicaría el parecido entre White Axl y Lumine)

### Mega Man X: Command Mission
En este juego Axl aparece hasta bien entrada la historia. Aparentemente, recuperado de su batalla con Lumine, fue a Giga City por su propia cuenta para investigar sobre su habilidad de copia, ya que aparentemente fue originada ahí, uniéndose al grupo formado por X para descubrir cuáles son los planes del Ejército Liberion.  

## Habilidades
- Super fuerza

Axl posee fuerza muy por encima de la capacidad humana, aunque no se especifica con exactitud el máximo.
- Axl Bullets

Arma característica de Axl, son pistolas con capacidad de fuego rápido, pueden dañar al enemigo rápidamente y puede anular campos de fuerza concentrando los disparos. En Megaman X7 se puede ver que maneja solo una pistola, en cambio en Megaman X8 maneja las dos pistolas cuando realiza un ataque doble con X o con Zero.
- Chip de copia

Es su habilidad que lo diferencia de los reploids ordinarios, posee la capacidad de absorber el ADN de un reploid enemigo y utilizar su forma y sus habilidades, lo hace a través de las Axl Bullets con el disparo copia (Copy Shot), pero al ser un prototipo solo puede utilizar el ADN de enemigos de su mismo tamaño. También, al ser un prototipo de reploid de la nueva generación, el chip de copia le da la ventaja de ser inmune al Virus Maverick o a cualquier tipo de virus.
- Botas

Axl posee un tipo de maniobra de deslizamiento rápido (Dash) al igual que X y Zero que le permite esquivar, moverse más rápido y realizar saltos más impulsados con el dash. También posee unos propulsores que le permiten flotar en el aire por un tiempo limitado y es capaz de rodar para evitar fuego enemigo.
- Sistema de asimilación

Su sistema de asimilación de armas es diferente a la de X y Zero. Axl, cada vez que derrota a un enemigo, a través de su chip de copia, obtiene armas de varios tipos, como una pistola de rayos, un lanzagranadas, una ballesta, una magnun, etc.
- Mejoras

En Megaman X8, Axl puede ganar acceso a una armadura blanca que incrementa su poder y velocidad, y potencia su habilidad de transformación permitiéndole mantenerla por tiempo indefinido.
- Datos: Q4924054